# Struthionidae
Famille
Genre
La famille des struthionidés ou Struthionidae comprend avec certitude une espèce d'autruche et peut-être une deuxième, encore souvent considérée comme sous-espèce de la première.
Ce sont d'énormes oiseaux terrestres (175 à 275 cm) incapables de voler. Leurs pieds ne portent que deux orteils et elles ont les pattes et le cou longs et puissants. On les trouve en Afrique tropicale, dans les savanes et autres zones ouvertes semi-arides et arides.

## Liste des genres
Selon la classification de référence du Congrès ornithologique international (version 3.1, 2012), ITIS (6 nov. 2012) et NCBI (6 nov. 2012) :
- genre Struthio Linnaeus, 1758

Selon Paleobiology Database (6 nov. 2012) :
- genre Palaeotis
- genre Struthio

## Liste d'espèces

### Liste des espèces et sous-espèces actuelles
D'après la classification de référence (version 5.1, 2015) du Congrès ornithologique international (ordre phylogénique) :
- Struthio camelus Linnaeus, 1758 – Autruche d'Afrique
  - † Struthio camelus syriacus Rothschild, 1919
  - Struthio camelus camelus Linnaeus, 1758 (y compris S. c. spatzi et S. c. rothschildi)
  - Struthio camelus massaicus Neumann, 1898
  - Struthio camelus australis Gurney, 1868
- Struthio molybdophanes Reichenow, 1883 – Autruche de Somalie ; parfois considérée comme une sous-espèce de Struthio camelus.

### Liste des espèces fossiles
- † Palaeotis weigelti Lambrecht, 1928 (= Palaeogrus geiseltalensis Lambrecht, 1935] (Éocène moyen de l'Europe centrale)[5]
- † Plectropus longipes Hitchcock, 1848[6]

Miocène
- † Struthio coppensi (Miocène supérieur, Namibie)[7],[5]
- † Struthio orlovi (Miocène, Moldavie)[8],[5]
- † Struthio oldawayi (Miocène inférieur, Afrique du Sud)[6]
- † Struthio linxiaensis (Miocène, Chine)[5]

Pliocène
- † Struthio brachydactylus (Pliocène (Tortonien), Ukraine)[6],[5]
- † Struthio wimani (Pliocène, Chine et Mongolie)[9],[5]
- † Struthio chersonensis (Pliocène; Grèce, Sibérie et Ukraine)[6],[5]
- † Struthio asiaticus[6] Milne-Edwards, 1871[10] (Pliocène, Asie centrale-Chine)[5]
- † Struthio novorossicus (Pliocène (Tortonien), Odessa Ukraine)[6]
- † Struthio transcaucasicus (Pliocène, Kirghizistan)[6]
- † Struthio kakesiensis (Pliocène inférieur, Tanzanie)[11]
- † Struthio cf. karingarabensis (Pliocène inférieur et Miocène supérieur, Tanzanie)[11]
- † Struthio dmanisensis (Pliocene inférieur ou Pléistocène supérieur, à Dmanissi en Georgie)[6]
- † Struthio daberasensis (Pliocène, Namibie)
- † Struthio anderssoni Lowe, 1931 (Chine)[12]
- † Struthio barbarus (Plio-Pléistocène, Algérie)[10]
- † Struthio panonicus Kretzoi, 1954[13]

|  |